# Mitrofanikha
Mitrofanikha (en rus: Митрофаниха) és un poble de l'óblast de Vladímir, a Rússia, segons el cens del 2010 tenia 46 habitants. Pertany al districte municipal de Sóbinka.